# Concusión (medicina)
El término traumatismo craneoencefálico leve, se refiere a la pérdida inmediata de la conciencia acompañada de un periodo corto de amnesia. El mecanismo de la concusión surge después de un impacto directo en la cabeza, lo que genera una desaceleración súbita de la misma y ocasiona un movimiento en dirección anteroposterior de la masa encefálica en el cráneo.
Un  traumatismo craneoencefálico severo usualmente es seguida de una convulsión breve, o bien, manifestaciones autonómicas como palidez facial, bradicardia, debilidad, hipotensión, disminución del reflejo pupilar o manifestaciones neurológicas focales. Se cree que la pérdida del conocimiento en una concusión es producto de una disfunción electrofisiológica de la formación reticular ascendente (ubicada en el mesencéfalo) causada por la rotación de los hemisferios cerebrales en relación con el tallo cerebral que no puede moverse con tanta libertad.

Después de un traumatismo craneoencefálico leve no se observan cambios en la anatomía (tanto macroscópica o microscópica) del encéfalo; no obstante, son evidentes modificaciones del medio, como la depleción de ATP mitocondrial y rotura de la barrera hematoencefálica. Las técnicas de imagen médica, como TAC o MRI, reportan un pequeño número de pacientes con hemorragia intracraneal de algún tipo.

El traumatismo craneoencefálico leve se acompaña de un periodo de amnesia retrógrada que desaparece con rapidez y es proporcional a la gravedad. La pérdida de memoria en una concusión leve involucra los momentos previos al impacto, pero en casos severos la pérdida de memoria puede abarcar un par de días o incluso semanas. Puede que al recuperar la memoria existan lagunas mentales. Los cambios conductuales después de una concusión son muy raros, pero puede que queden como consecuencias algunos problemas de concentración.